# Накажи собі
«Накажи собі» — радянський художній фільм 1980 року, режисера Ігоря Хомського, знятий на кіностудії «Білорусьфільм».

## Сюжет
Лейтенант Сергій Вишняков (Валерій Полєтаєв) викликаний з запасу для проходження військової служби у військкоматі. Він намагається знайти підхід до призовників, щоб завоювати їхню довіру і переконати служити в армії. Метод лейтенанта має успіх. І нарешті він проводжає в армію своїх підопічних…

## У ролях
- Валерій Полєтаєв — Сергій Миколайович Вишняков, лейтенант
- Євдокія Германова — Надя Ромашкіна
- Георгій Штиль — Павло Петрович Полтигін, майор
- Олександр Потапов — Іванчиков Віктор Іванович, прапорщик
- Андрій Ярославцев — Віктор Сівков
- Володимир Герасимов — Володя Биков
- Олександр Жданов — Кусков
- Василь Петренко — Леонід Шерстюк
- В. Глезер — епізод
- Володимир Грицевський — археолог, приятель Сергія
- Г. Добровольський — епізод
- Бирута Докальська — мати призовника
- Л. Карполенко — епізод
- Валентина Кравченко — клієнтка
- Тамара Муженко — Тамара Володимирівна
- Т. Павленкович — епізод
- П. Романов — батько призовника
- Віктор Тарасов — полковник
- Є. Чухнов — епізод
- Казимир Шишкін — Казимир Олексійович
- Петро Юрченков — археолог, приятель Сергія
- Ростислав Шмирьов — батько призовника
- Зінаїда Броварська — мати Сергія
- Валентин Букін — Петрович, працівник майстерні
- Борис Владомирський — Боря, сусід
- Олег Кирієнко — тренер (озвучив Володимир Січкар)
- Геннадій Овсянников — директор магазину

## Знімальна група
- Режисер — Ігор Хомський
- Сценарист — Борис Александров
- Оператор — Віталій Ніколаєв
- Композитор — Леонід Захлівний
- Художник — Олександр Верещагін